# 居山站
居山站（韓語：거산역）是朝鮮民主主義人民共和國咸鏡南道北青郡平里的一個鐵路車站，属于平罗线。

## 邻近车站
平罗线
景安站 - 居山站 - 乾自站